# Tapio Pirttioja
Tapio Pirttioja est un karatéka finlandais. Il est surtout connu pour avoir remporté une médaille d'argent en kumite individuel masculin moins de 80 kilos aux championnats du monde de karaté 1982 et une médaille d'or dans la même discipline aux championnats d'Europe de karaté 1983.

## Résultats
| Résultat          | Date | Épreuve                   | Catégorie | Compétition                | Ville hôte         |
| ----------------- | ---- | ------------------------- | --------- | -------------------------- | ------------------ |
| Médaille d'argent | 1982 | Kumite individuel - 80 kg | Seniors   | Championnats du monde 1982 | Taipei, à Taïwan   |
| Médaille d'or     | 1983 | Kumite individuel - 80 kg | Seniors   | Championnats d'Europe 1983 | Madrid, en Espagne |